# Godeok-myeon, Pyeongtaek
Godeok-myeon (koreanska: 고덕면) är en socken i den nordvästra delen av Sydkorea, 60 km söder om huvudstaden Seoul. Den ligger i kommunen Pyeongtaek i provinsen Gyeonggi.  
Den 15 november 2021 bröts den östra delen av socknen ut och bildade stadsdelen Godeok-dong (고덕동).  Efter delningen har Godeok-myeon en yta på 21,5 km² med 13 271 invånare och Godeok-dong en yta på 16,6 km² med 20 031 invånare.  Godeok-dong består till större delen av en nybyggd planerad stad Godeok International New Town.